# Pyrgilauda theresae
El gorrión afgano (Pyrgilauda theresae) es una especie de ave paseriforme de la familia endémica del Hindu Kush, en Afganistán. Su dieta se compone principalmente de semillas, con algún suplemento de insectos. Anida en el interior de cavidades del suelo y madrigueras de roedores terrestres.

## Descripción
El gorrión afgano mide entre 13,5–15 cm de largo, y suele pesar entre 23-35 g. Su envergadura alar oscila entre los 8,5-9,9 cm, y su pico mide 1,3-1,5 cm. Las hembras son ligeramente de menor tamaño que los machos.
El macho tiene el plumaje pardo grisáceo claro, con algo de blanco en las alas y una máscara negra alrededor de los ojos y en el lorum y una mancha también negra en la garganta con forma de V invertida en la parte inferior. La hembra es anteada, tiene la máscara más grisácea y menos blanco en las alas. Ambos presentan un veteado oscuro en el manto y una banda blanca en la zona subterminal de la cola. Presentan plumaje blanco en las coberteras de la parte superior de las alas, las secundarias, y las primarias interiores. Los machos tienen el iris de los ojos de color rojo. El plumaje de los juveniles es similar al de las hembras.
Solo coincide con dos especies de aspecto similar el gorrión alpino y el camachuelo del desierto. Se puede distinguir del primero porque el gorrión afgano tiene menos blanco en las alas y su plumaje en general es más parduzco. El segundo tiene una apariencia general más similar, pero el gorrión afgano está más veteado, su pico es más fino y su manchas faciales negras son más extensas.
El vuelo del gorrión afgano es pesado y directo. Su llamada de alarma consiste en un áspero tsi, producen suaves llamadas tipo quaak en vuelo, y un estridente zig-zig.

## Taxonomía
Esta especie fue descubierta relativamente tarde, en 1937 por Richard Meinertzhagen en una espedición de Salim Ali. Meinertzhagen describió formalmente la especie un año después en el Bulletin of the British Ornithologists' Club (boletín del club de ornitólogos británicos), con el nombre binomial de Montifringilla theresae. Se registró que el ejemplar tipo de la especie se recolectó en el paso de Shibar, entre Bamyan y Kabul. El nombre específico conmemora a su prima y compañera, Theresa Clay, experta en piojos de las plumas. Es la única descripción válida de Meinertzhagen, aunque describió varios taxones, tras comprobarse que robó especímenes y falsificó registros.
Meinertzhagen la situó en el género Montifringilla, donde se mantuvo bastante tiempo, pero en la actualidad se clasifica generalizadamente en el género Pyrgilauda, No se reconocen subespecies diferencidas.

## Distribución y hábitat
El gorrión afgano es la única especie conocida de ave endémica de Afganistán. Se encuentra únicamente en las montañas del norte del Hindu Kush, donde ocupa zonas de altitud entre los 2575–3000 m s. n. m. Además del paso de Shibar, se encuentra en del Deh Sabz y el paso de Unai, y otras emplazamientos entre los 67° y 69° E de las montañas del norte del Hindu Kush. En invierno la especie se dispersa ligeramente de su área de cría, especialmente tras las nevadas fuertes, bajando a altitudes menores del norte en la provincia de Bādgīs. En ocasiones se han registrado individuos divagantes en el sur de Turkmenistán. Su hábitat son las laderas rocosas, las mesetas y los pasos abiertos entre montañas.
A pesar de tener un área de distribución reducido y una población pequeña, se cree que tiene una población estable y sin amenazas significativas, por lo que se clasifica como especie bajo preocupación menor por la UICN. La especie se encuentra protegida en el parque nacional Band-e Amir, el primer parque nacional de Afganistán, que comprende una amplia zona del Hindu Kush cerca de Bamyan.

## Comportamiento
En invieron forma grandes bandadas de decenas o cientos de individuos, a veces mezclados con otros pájaros de montaña. Se alimenta principalmente de semillas, de plantas como Carex pachystylis, Convolvulus divaricatus y Thuspeinantha persica, aunque también come insectos como hormigas y gorgojos.
El gorrión afgano anida en el suelo, en cavidades o madrigueras de roedores, como las ardillas terrestres y marmotas, entre otros. En particular se asocia con la ardilla de tierra amarilla (Spermophilus fulvus). Otros congéneres suyos del sur tienen hábitos de anidamiento similares. Forran la cámara de anidamiento del fondo del túnel con plumas y pelo de mamíferos, como las propias ardillas, ovejas y dromedarios. Los polluelos eclosionan ciegos y desvalidos, con solo algo de plumón y casi todas su piel rosada desnuda. Suelen emitir una llamada suave en respuesta a la llamada de los adultos en la entrada del nido.